# Australiens herrlandslag i volleyboll
Australiens herrlandslag i volleyboll (engelska: Australia men's national volleyball team) representerar Australien i volleyboll på herrsidan. Laget slutade på åttonde plats vid 2000 års olympiska turnering.

### Fotnoter
1. ↑  Todor Krastev (19 mars 2000). ”Men Volleyball XXVII Olympic Games 2000 Sidney (AUS) - 17.09-01.10 Winner Yugoslavia” (på engelska). Sport Statistics. Arkiverad från originalet den 1 maj 2011. https://web.archive.org/web/20110501223720/http://www.todor66.com/volleyball/Olympics/Men_2000.html. Läst 28 juni 2015.